# 阿富汗电视

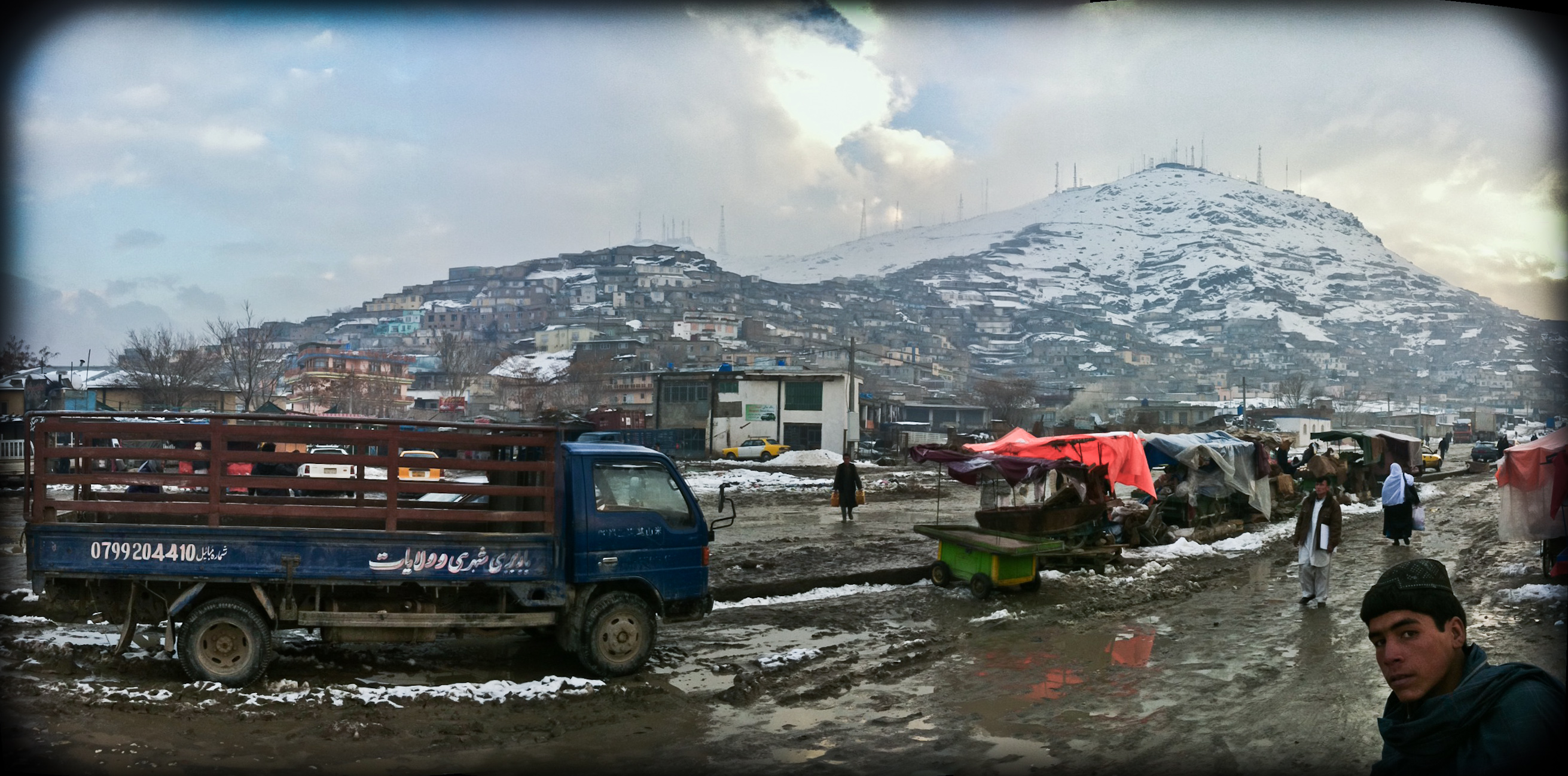
阿富汗喀布尔的“电视山”，因山上树立着大量电视发射天线而得名。

阿富汗的电视事业始于1978年。20世纪90年代至2001年，该国的电视事业曾几乎中断，塔利班政权第一次被推翻后开始恢复。

## 历史
早在1967年，阿富汗学者、媒体人哈菲兹·萨哈尔就提出在阿富汗建立一家电视台。他在纽约大学的博士论文中主张将电视作为一种教育工具，并结合阿富汗实际情况，提出了在阿富汗解决电视技术问题的办法。
1976年，在日本国际协力机构的技术和财政援助之下，阿富汗第一个电视台破土动工，并于1978年8月落成。1978年8月19日，阿富汗国家电视台开播，隶属于阿富汗国家广播电视台（RTA，1978年之前为阿富汗广播电台；下文如无特别标注，RTA均专指阿富汗国家电视台）。建台初期，RTA每天播出两个小时的节目；20世纪80年代，该台播出了大量苏联电视节目。阿富汗当地的音乐人也经常使用国家电视台的演播室录制音乐录影带。
随着1992年阿富汗爆发内战，RTA的设备遭到严重破坏，无法进行正常播出，于1992年暂停播出。1996年塔利班第一次上台后，下令关闭电视台；1998年更颁布法令禁止出售电视机、卫星电视天线、录像机等设备，任何拥有或观看电视的人都将被逮捕并受到惩罚。不过当时阿富汗并非完全没有电视。在北方联盟控制下的巴达赫尚省省会费扎巴德，有一家功率较小的电视台，以新闻和电影节目为主，收视规模约有5000人。该电视台有一个庞大的VHS和Betamax录像带库，以支撑节目播出，据说该台播出的美国电影《第一滴血》在当时最受欢迎。不过在伊斯兰原教旨主义者的压力下，该电视台会将一些“不符合教规”的画面剪去（如女性身着泳装、女性歌舞等），但血腥和暴力场面却被完整保留下来。
2001年塔利班第一次下台后，RTA恢复电视节目。由于电视发射设备在战乱中受损严重，复播初期的阿富汗国家台发射功率仅有200W，为此当局再次请求日本国际协力机构帮助恢复阿富汗的电视业。之后阿富汗允许创办商业电视台，包括黎明电视台和Shamshad TV在内的商业电视台开播。截至2019年，阿富汗拥有超过200个本地和国际电视频道，其中96个在首都喀布尔，107个在该国其它省份。
2014年，阿富汗与欧洲通信卫星公司（Eutelsat）签订了协议，阿富汗拥有的第一颗通信卫星——Afghansat 1于2014年发射，用于传输电视节目。同年8月31日，该国的地面数字电视服务“Oqaab”开通。
2021年塔利班再次上台后，并未禁止电视，但一些电视台的女主持人和记者被撤下，女性的声音也在这些电视台的节目中消失。之后塔利班允许女性主播继续出镜，但必须蒙面。

## 技术规格
在阿富汗民主共和国时期，阿富汗的电视采用SECAM制式，后改为PAL制式。2014年，阿富汗开通了地面数字电视，为DVB-T制式，MPEG-4编码。

## 相关统计
根据美国亚洲基金会2016年的一项调查，拥有电视的家庭电视主要集中在电力供应更稳定的城市地区，而且与家庭收入相关。阿富汗中部地区（包括首都喀布尔）的电视拥有率最高，53.3%的家庭拥有电视机，其后是阿富汗东部和西南部地区。约64.5%的阿富汗人表示收看电视节目。根据统计，TOLO TV（黎明电视台的达里语频道）是收视率最高的电视台，其次是Ariana电视网、Shamshad TV和Lemar TV（黎明电视台的普什图语频道）。另外根据盖洛普在2015年的调查，Tolo在阿富汗女性中最受欢迎，而阿富汗男性更青睐RTA。